# ألفريد فوربين
كان ألفريد جيه فوربين (13 فبراير 1872 - 14 أغسطس 1956)، من هواة جمع الطوابع وتاجر طوابع فرنسي رائد كتب فهرسًا عالميًا لطوابع البريد المالية لم يسبق لأحد أن تجاوزه.

## ولادته
وُلِد ألفريد فوربين في باريس في 13 فبراير 1872.

## تجارة الطوابع

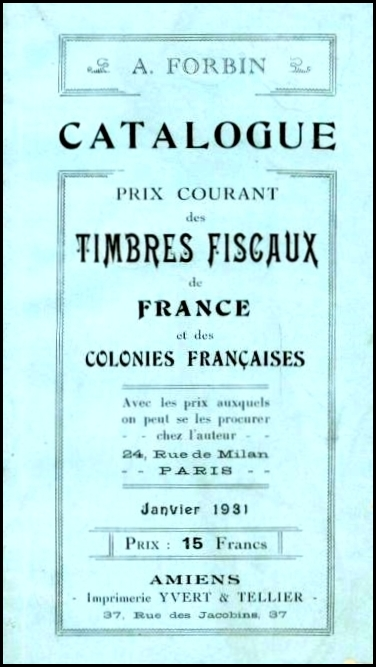
غلاف فهرس فوربين لطوابع البريد عام 1931.

بدأ فوربان عمله تاجرًا للطوابع عام 1890، وفي عام 1900 افتتح متجرًا في شارع دروو بباريس. لاحقًا، انتقل إلى 24 شارع ميلانو، و80 شارع سان لازار، و35 شارع برن.
في عام 1902، اشترى تيودور شامبيون، الذي كان موظف عنده وإشبينه في حفلِ زفافه، المتجر من فوربان الذي ركّز لاحقًا على الطوابع المالية. في عام 1905، استحوذ فوربان على مجموعة الطوابع المالية للدكتور ليجراند.

## الفهرس
كان فهرس فوربين لطوابع البريد هو الدليل الأكثر شمولاً في العالم للطوابع البريدية المالية التي طبعت حتى ذلك الوقت ولا يزال يشير إليه هواة جمع الطوابع البريدية بانتظام حيث لم يتم إعداد أي فهرس عالمي آخر منذ الطبعة الثالثة لفوربين في عام 1915. كما بدأ فوربين أيضًا مجلة Le Bulletin Fiscaliste من أجل إبقاء الفهرس محدثًا.

## جمعية تجار الطوابع
كان فوربين عضوًا، منذ أكتوبر 1904، في جمعية هواة جمع الطوابع المالية، وخدم في اللجنة من عام 1912 إلى عام 1916.
كان أحد مؤسسي وعميد منظمة تجار الطوابع، الغرفة النقابية الفرنسية لهواة جمع الطوابع.

## الطوابع المالية
تُظهر الرسائل في الأرشيف الوطني الأسترالي أن فوربين طلب طوابع إيرادات من السلطات الأسترالية خلال الفترة من عام 1925 إلى عام 1947، ويبدو من المرجح أنهُ كان على اتصال بحكومات أخرى أيضًا. وتُظهر المراسلات التي أُعيد نشرها في مجلة الإيرادات أن فوربين كان لا يزال يتعامل في الطوابع المالية حتى أغسطس 1955.

## وفاته
توفي ألفريد ج. فوربين في 14 أغسطس/آب 1956 بعد معاناة طويلة مع المرض. نُشر نعيهُ في صحيفتي "ذا أمريكان ريفينور" و"ليكانجيست يونيفرسال".